# アントニオ・ギブソン
アントニオ・ギブソン（Antonio Gibson, 1998年6月23日 - ）は、アメリカ合衆国ジョージア州ストックブリッジ出身のプロアメリカンフットボール選手。NFLのニューイングランド・ペイトリオッツに所属している。ポジションはランニングバック。

## 経歴

### カレッジ
イーストセントラル・コミュニティカレッジではワイドレシーバーとして2年間プレーし、通算で50レシーブ、871レシーブ獲得ヤード、13のレシービングTDを記録した。
2018年シーズンよりメンフィス大学へ転校し、ランニングバックも兼ねるようになる。同大学では2年間で通算44レシーブ、834レシーブ獲得ヤード、10のレシービングTD、369ラン獲得ヤード、4つのラッシングTD、647リターン獲得ヤード、1つのリターン獲得ヤードを記録した。2019年シーズンはAACのスペシャルチーム最優秀選手賞を受賞し、リターナーとしてオールAACファーストチーム、ワイドレシーバーとしてオールAACセカンドチームに選出された。

### ワシントン・フットボールチーム / コマンダース
2020年のNFLドラフトにて全体66位でワシントン・フットボールチームから指名され、その後ルーキー契約を結んだ。

#### 2020年シーズン
第12週のダラス・カウボーイズ戦で115ラン獲得ヤード、3つのラッシングTDを記録して勝利に貢献した。NFLにおいてランニングバックが1試合で100ラン獲得ヤード、3つのラッシングTDを同時に記録したのは1997年のバリー・サンダース以来であった。
シーズン全体では795ラン獲得ヤード、11のラッシングTD、36レシーブ、247レシーブ獲得ヤードを記録した。

#### 2021年シーズン
第3週のバッファロー・ビルズ戦で、球団史上2番目に長い73ヤードのラッシングTDを記録した。翌週のアトランタ・ファルコンズ戦で通算1,000ラン獲得ヤードに到達。ワシントンの選手がキャリア最初の2年以内で通算1,000ラン獲得ヤードに到達したのはアルフレッド・モリス、ロバート・グリフィン3世以来だった。
シーズン全体では1,037ラン獲得ヤード、7つのラッシングTD、42レシーブ、294レシーブ獲得ヤード、3つのラッシングTDを記録した。

#### 2022年シーズン
開幕前にルーキーのブライアン・ロビンソン・ジュニアに先発ランニングバックの座を譲り、キックリターナーを務めることを発表した。しかしロビンソンが強盗被害に遭って足を負傷し出遅れたため、開幕後の数試合では先発を務めた。

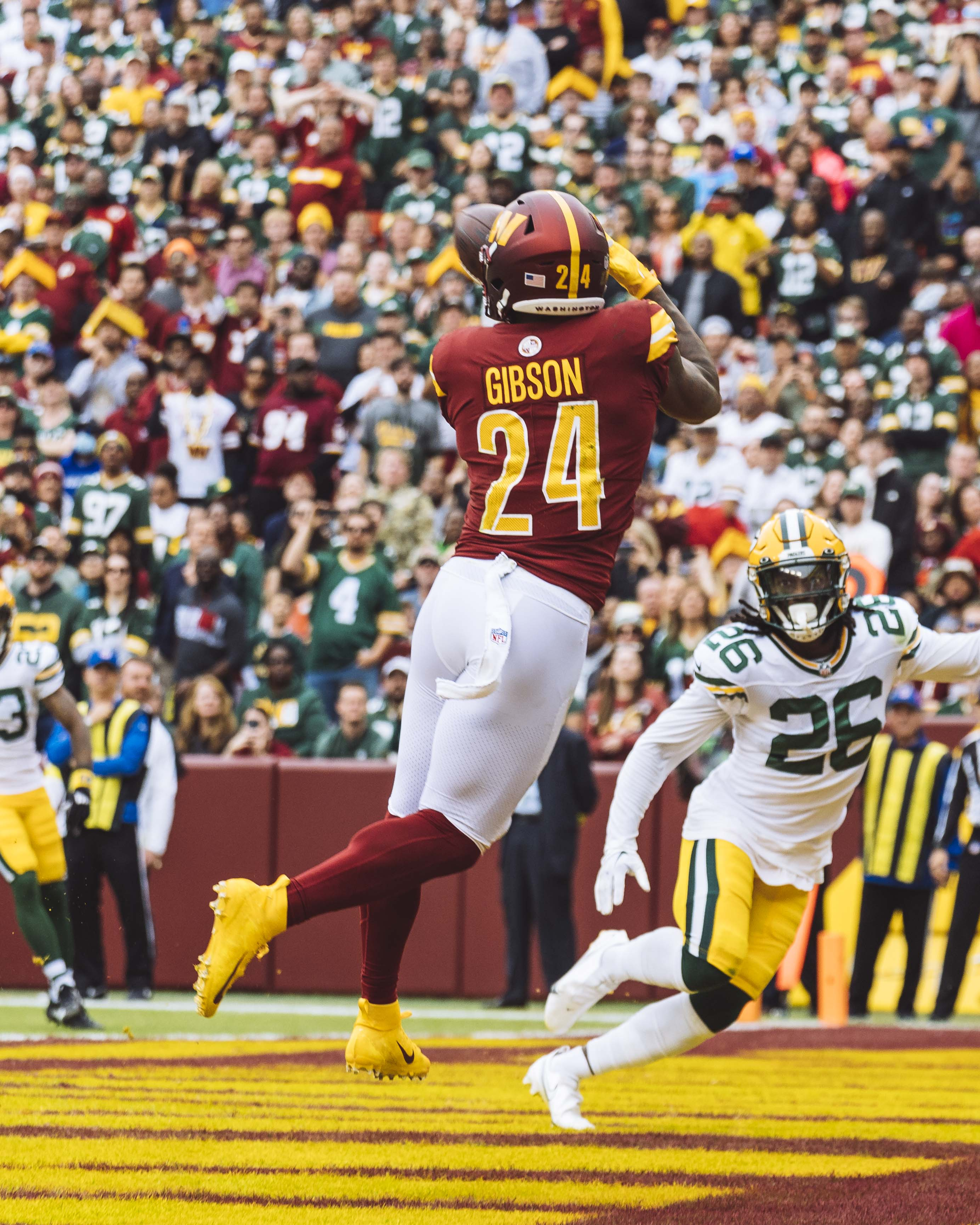
タッチダウンを成功させるギブソン
(2022年)

第7週のグリーンベイ・パッカーズ戦にて、球団通算3,000得点目となるレシービングTDを記録。このボールはプロフットボール殿堂へ寄贈された。
シーズン全体では546ラン獲得ヤード、3つのラッシングTD、46レシーブ、353レシーブ獲得ヤード、2つのレシービングTDを記録した。

#### 2023年シーズン
このシーズンはキャリアワーストの265ラン獲得ヤードを記録した。一方、389レシーブ獲得ヤードはキャリアハイだった。

### ニューイングランド・ペイトリオッツ
2024年3月14日にニューイングランド・ペイトリオッツと3年総額1,130万ドルの契約を結んだ。

## 詳細情報

### 年度別成績

#### レギュラーシーズン
| シーズン | チーム | 試合 | 試合 | ラン | ラン   | ラン | ラン | ラン | レシーブ  | レシーブ | レシーブ | レシーブ | レシーブ | ファンブル  | ファンブル |
| シーズン | チーム | 試合 | 先発 | 回数 | ヤード | 平均 | 最長 | TD   | レシ ーブ | ヤード   | 平均     | 最長     | TD       | ファン ブル | ロスト     |
| -------- | ------ | ---- | ---- | ---- | ------ | ---- | ---- | ---- | --------- | -------- | -------- | -------- | -------- | ----------- | ---------- |
| 2020     | WAS    | 14   | 10   | 170  | 795    | 4.7  | 40   | 11   | 36        | 247      | 6.9      | 40       | 0        | 2           | 2          |
| 2021     | WAS    | 16   | 16   | 258  | 1,037  | 4.0  | 27   | 7    | 42        | 294      | 7.0      | 73       | 3        | 6           | 4          |
| 2022     | WAS    | 15   | 6    | 149  | 546    | 3.7  | 20   | 3    | 46        | 353      | 7.7      | 18       | 2        | 1           | 0          |
| 2023     | WAS    | 16   | 2    | 65   | 265    | 4.1  | 16   | 1    | 48        | 389      | 8.1      | 41       | 2        | 3           | 2          |
| 2024     | NE     | 17   | 3    | 120  | 538    | 4.5  | 45   | 1    | 23        | 206      | 9.0      | 50       | 0        | 2           | 0          |
| 通算     | 通算   | 78   | 35   | 762  | 3,181  | 4.2  | 45   | 23   | 195       | 1,489    | 7.6      | 73       | 7        | 14          | 8          |

#### ポストシーズン
| シーズン | チーム | 試合 | 試合 | ラン | ラン   | ラン | ラン | ラン | レシーブ  | レシーブ | レシーブ | レシーブ | レシーブ | ファンブル  | ファンブル |
| シーズン | チーム | 試合 | 先発 | 回数 | ヤード | 平均 | 最長 | TD   | レシ ーブ | ヤード   | 平均     | 最長     | TD       | ファン ブル | ロスト     |
| -------- | ------ | ---- | ---- | ---- | ------ | ---- | ---- | ---- | --------- | -------- | -------- | -------- | -------- | ----------- | ---------- |
| 2020     | WAS    | 1    | 1    | 14   | 31     | 2.2  | 11   | 0    | 2         | 4        | 2.0      | 3        | 0        | 0           | 0          |
| 通算     | 通算   | 1    | 1    | 14   | 31     | 2.2  | 11   | 0    | 2         | 4        | 2.0      | 3        | 0        | 0           | 0          |

- 2024年度シーズン終了時